# 洛兰·多德
洛兰·多德（英語：Lorraine Dodd，1944年9月6日—2004年11月26日），澳大利亚女子游泳、乒乓球、田径运动员。她曾代表澳大利亚参加1968年夏季残疾人奥林匹克运动会，获得三枚金牌、一枚银牌和一枚铜牌。